# Perote-Ziesel
Der Perote-Ziesel (Xerospermophilus perotensis, Syn.: Spermophilus perotensis) ist eine Hörnchenart aus der Gattung Xerospermophilus. Er lebt ausschließlich in einem abgegrenzten Gebiet in Zentralmexiko.

## Merkmale
Der Perote-Ziesel erreicht eine Kopf-Rumpf-Länge von etwa 24,3 bis 26,1 Zentimetern, der Schwanz wird etwa 57 bis 78 Millimeter lang und ist damit deutlich kürzer als der restliche Körper. Die Tiere haben eine gräulich melierte gelbbraune Rückenfärbung mit einer Zeichnung aus dünnen und unterbrochenen schwarzen Streifen. Nach dem Fellwechsel besitzen sie zudem helle, sandfarbene Flecken oder Punkte im Fell. Auffällig sind die weißen Augenlider. Die Füße und die unteren Bereiche sowie das Bauchfell sind blass sandfarben. Die Oberseite des Schwanzes entspricht der Rückenfärbung und wird zum Schwanzende schwarz, die Unterseite ist ocker- bis sandfarben mit einer deutlich erkennbaren schwarzen Linie nahe der Schwanzspitze.

## Verbreitung

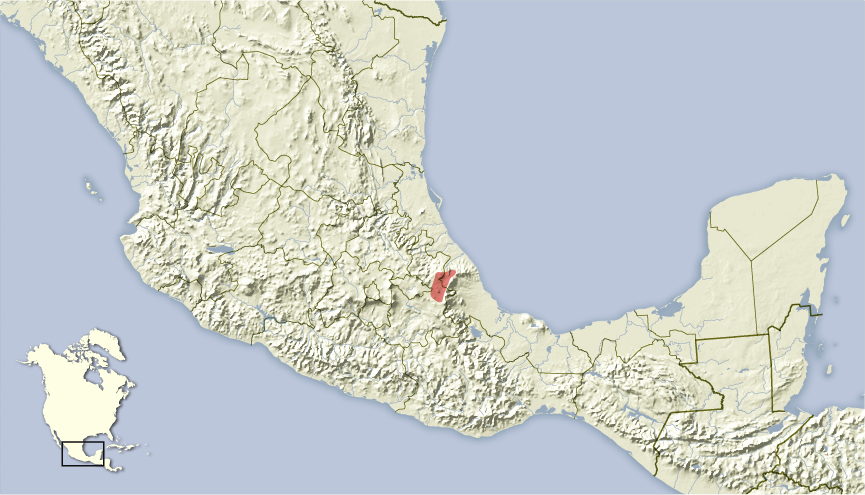
Verbreitungsgebiet des Perote-Ziesel in Mexiko

Der Perote-Ziesel ist endemisch im zentralen Mexiko in den Bundesstaaten Veracruz und Puebla. Das Verbreitungsgebiet ist dabei auf etwa 2.500 km2 in den Höhenlagen von 2,200 to 2,700 Metern begrenzt.

## Lebensweise
Der Perote-Ziesel ist tagaktiv und lebt in trockenen, wüstenartigen Hochebenen im Bereich von offenen Kiefernbeständen und Geröllflächen. Er ist omnivor und die Nahrung besteht wie bei anderen Erdhörnchen vor allem aus verschiedenen Pflanzenteilen sowie Samen und Insekten.
Die Tiere leben wie andere Erdhörnchen am Boden und in unterirdischen Bauen. Die Aktivität der Tiere reicht vom März bis November. Vom November bis zum Frühjahr überwintern sie für drei bis vier Monate in ihren Bauen. Die erwachsenen Männchen erwachen in der Regel vor den Weibchen und den Jungtieren des Vorjahres und verlassen ihre Baue. Die Paarungszeit beginnt nach dem Erwachen der Weibchen vom April bis Mai und tragende Weibchen können bis August vorkommen. Die Jungtiere werden im Bau geworfen, dabei sind bis zu sieben Jungtiere und eine mittlere Wurfgröße von vier Jungtieren dokumentiert. Sie kommen ab Juli aus den Bauen. Die erwachsenen Tiere bereiten sich im späten September bis Oktober auf die Überwinterung vor und bleiben danach in ihren Bauen, die Jungtiere des Jahres kommen bis November an die Oberfläche und überwintern danach.
Die wichtigsten Fressfeinde für den Perote-Ziegel sind wahrscheinlich Haushunde sowie das Langschwanzwiesel (Mustela frenata).

## Systematik
Der Perote-Ziesel wird als eigenständige Art innerhalb der Gattung der Xerospermophilus eingeordnet, die aus vier Arten besteht. Die Art wurde lange als Teil der Ziesel und darin innerhalb der Untergattung Ictidomys eingeordnet, nach einer umfassenden molekularbiologischen Untersuchung wurde sie jedoch der nun eigenständigen Gattung Xerospermophilus zugeordnet. Die wissenschaftliche Erstbeschreibung stammt von dem amerikanischen Zoologen Clinton Hart Merriam aus dem Jahr 1893. Er beschrieb die Art als Spermophilus perotensis anhand von Individuen aus der Region um Perote im mexikanischen Bundesstaat Veracruz.
In einer phylogenetischen Untersuchung mit einem Fokus auf die Verwandtschaft des Perote-Ziesels wurde der Fleckenziesel als Schwesterart des Perote-Ziesels identifiziert und den beiden anderen Arten der Gattung, dem Mojave-Ziesel und dem Rundschwanzziesel, gegenübergestellt. Innerhalb der Art werden neben der Nominatform keine Unterarten unterschieden.

## Status, Bedrohung und Schutz
Der Perote-Ziesel wird von der International Union for Conservation of Nature and Natural Resources (IUCN) als bedroht (endangered) eingeordnet. Begründet wird dies durch das stark begrenzte Verbreitungsgebiet mit einer Fläche von weniger als 5.000 km2 sowie die starke Fragmentierung und die qualitative Verschlechterung der Lebensräume für die Hörnchen.
Die Hauptgefährdung für die Tiere geht von der Umwandlung ihrer Lebensräume in landwirtschaftliche Flächen, vor allem für den Anbau von Kartoffeln, aus. Die Tiere meiden landwirtschaftliche Felder, und im größten Teil ihres Verbreitungsgebietes leben die Tiere in kleinen Bereichen, häufig entlang von Eisenbahnstrecken.

## Belege
1. 1 2 3 4 5 6 7 8 9  Richard W. Thorington Jr., John L. Koprowski, Michael A. Steele: Squirrels of the World. Johns Hopkins University Press, Baltimore MD 2012; S. 367–368. ISBN 978-1-4214-0469-1
2. 1 2 3  Troy L. Best, Gerardo Ceballos: Spermophilus mohavensis. Mammalian Species 507, 1995; S. 1–3. (Volltext (Memento des Originals vom 15. März 2016 im Internet Archive)  Info: Der Archivlink wurde automatisch eingesetzt und noch nicht geprüft. Bitte prüfe Original- und Archivlink gemäß Anleitung und entferne dann diesen Hinweis.)
3. 1 2  Jesús A. Fernández: Phylogenetics and biogeography of the microendemic rodent Xerospermophilus perotensis (Perote ground squirrel) in the Oriental Basin of Mexico. Journal of Mammalogy 93 (6), 2012; S. 1431–1439. doi:10.1644/11-MAMM-A-409.1
4. ↑  Matthew D. Herron, Todd A. Castoe, Christopher L. Parkinson: Sciurid phylogeny and the paraphyly of holarctic ground squirrels (Spermophilus). Molecular Phylogenetics and Evolution 31, 2004; S. 1015–1030. (Volltext (Memento des Originals vom 17. April 2015 im Internet Archive)  Info: Der Archivlink wurde automatisch eingesetzt und noch nicht geprüft. Bitte prüfe Original- und Archivlink gemäß Anleitung und entferne dann diesen Hinweis., PMID 15120398)
5. ↑  Kristofer M. Helgen, F. Russell Cole, Lauren E. Helgen, Don E. Wilson: Generic Revision in the holarctic ground squirrels genus Spermophilus. Journal of Mammalogy 90 (2), 2009; S. 270–305. doi:10.1644/07-MAMM-A-309.1
6. 1 2  Spermophilus (Ictidomys) perotensis  In: Don E. Wilson, DeeAnn M. Reeder (Hrsg.): Mammal Species of the World. A taxonomic and geographic Reference. 2 Bände. 3. Auflage. Johns Hopkins University Press, Baltimore MD 2005, ISBN 0-8018-8221-4.
7. 1 2 3  Xerospermophilus perotensis in der Roten Liste gefährdeter Arten der IUCN 2015.4. Eingestellt von: S.T. Álvarez-Castañeda,I. Castro-Arellano, T. Lacher, E. Vázquez, 2008. Abgerufen am 22. April 2016.